# Mieczysława Prażewska
Mieczysława Jadwiga Prażewska (ur. 1931, zm. 25 listopada 2020) – polska inżynier elektronik, prof. dr hab.

## Życiorys

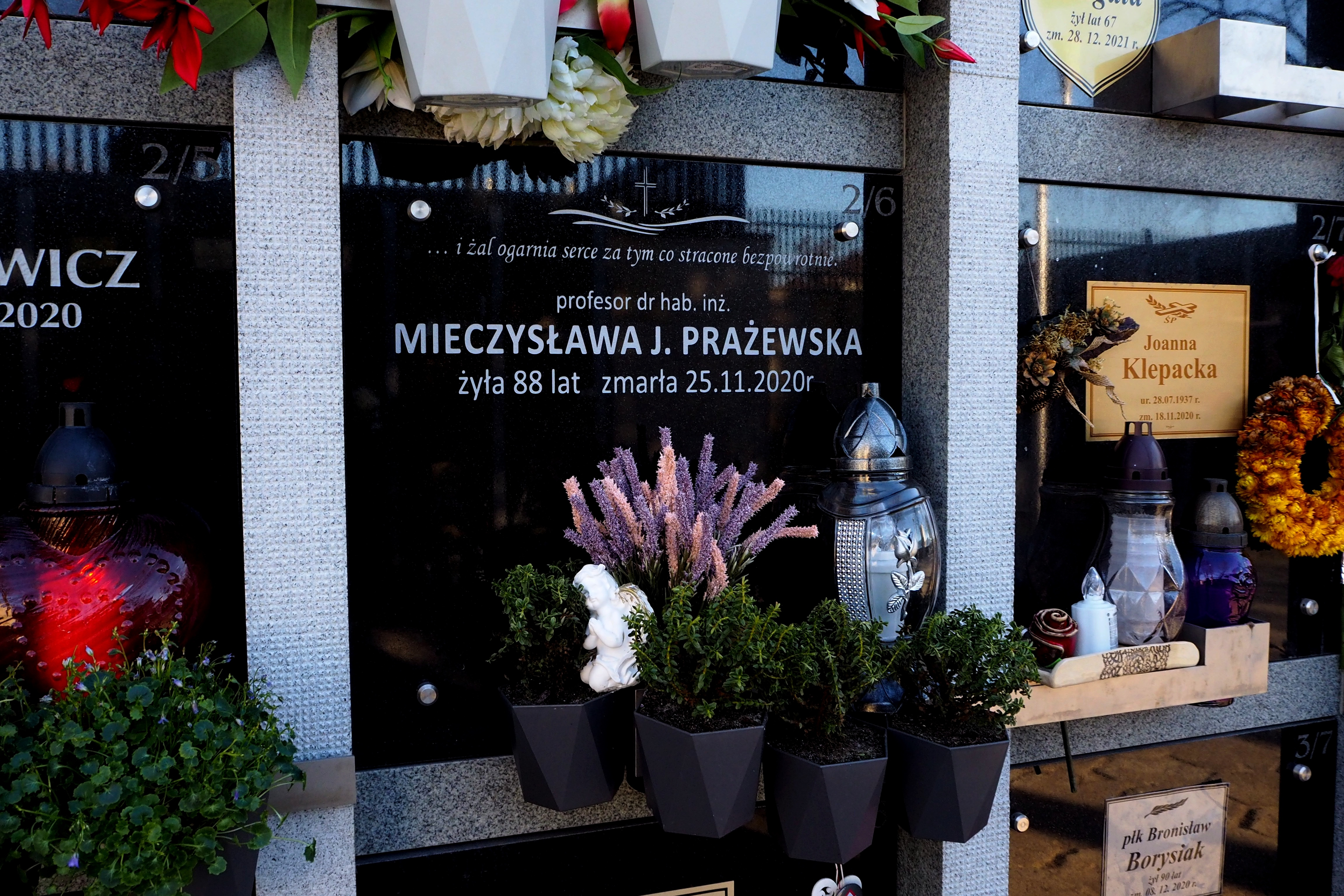
Grób prof. Mieczysławy Prażewskiej na Cmentarzu Wojskowym na Powązkach w Warszawie

W 1957 ukończyła studia na Politechnice Warszawskiej. Obroniła pracę doktorską, następnie uzyskała stopień doktora habilitowanego. 24 lutego 1993 nadano jej tytuł profesora w zakresie nauk technicznych. Pracowała w Instytucie Systemów Łączności na Wydziale Elektroniki Wojskowej Akademii Technicznej im. Jarosława Dąbrowskiego.
Zmarła 25 listopada 2020.